# Chiesa di Santo Stefano (San Colombano Certenoli)
La chiesa di Santo Stefano è un luogo di culto cattolico situato nella frazione di Cichero, in piazza Santo Stefano, nel comune di San Colombano Certenoli nella città metropolitana di Genova. La chiesa è sede della parrocchia omonima del vicariato di Sturla e Graveglia della diocesi di Chiavari.

## Storia e descrizione

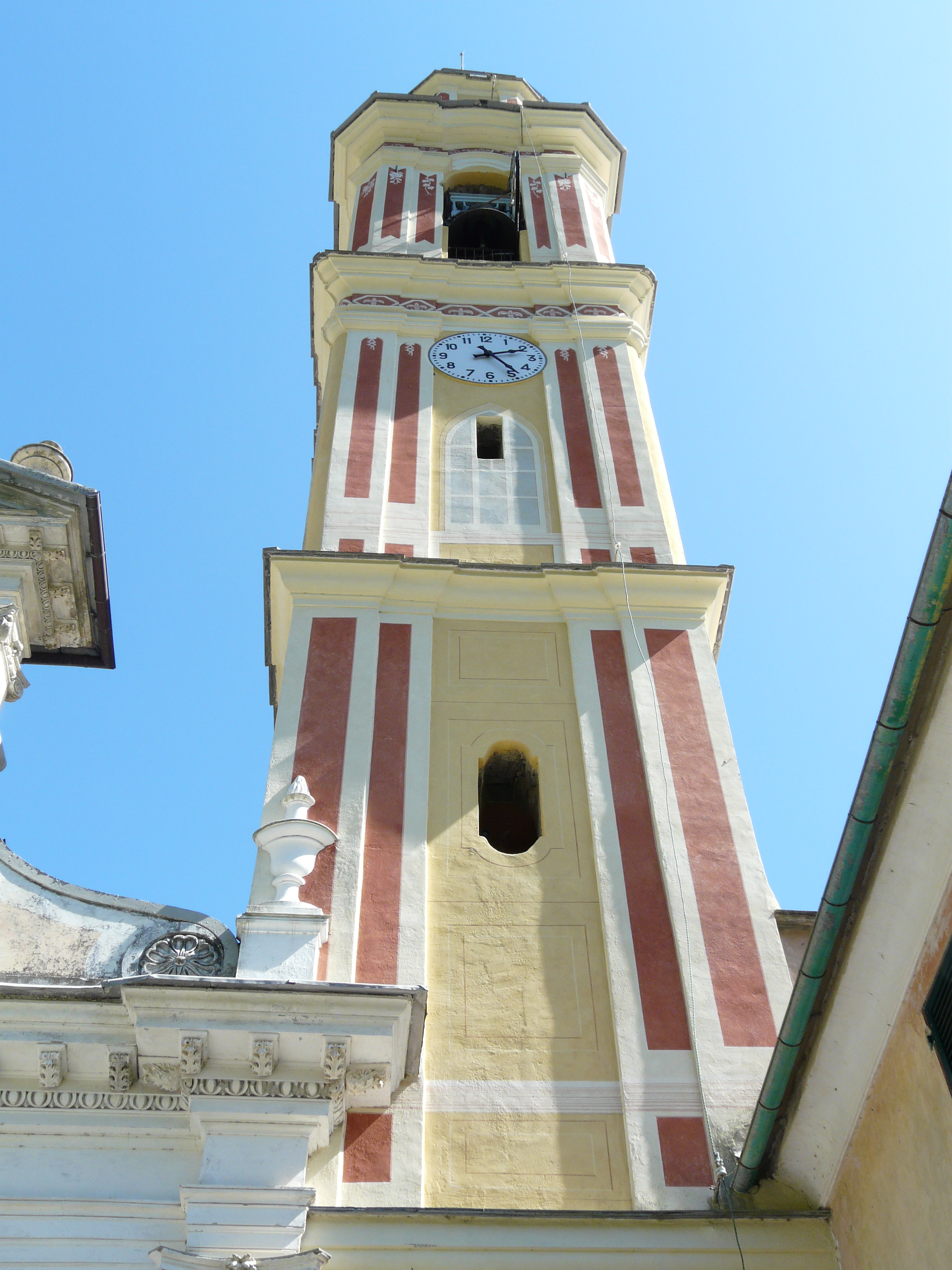
Particolare del campanile

Parrocchia dal XVI secolo, assoggettata alle dipendenze monastiche dell'abbazia di Borzone, l'edificio subì gravi danneggiamenti alla struttura e allo storico registro parrocchiale nel corso della seconda guerra mondiale. Copie di questi documenti parrocchiali si trovano comunque presso il comune di San Colombano Certenoli.
All'interno è conservato un quadro raffigurante la Madonna dell'Orto, patrona di Chiavari e dell'omonima diocesi, che scampò all'incendio del 1944.